# Memorial im. J. Grundmanna J. Wizowskiego
Le Grand Prix Doliny Baryczy migród-Memoria Grundmanna i Wizowskiego, est une course cycliste disputée en Pologne. Créé en 1984, il est classé par l'Union cycliste internationale depuis 2014 et fait partie de l'UCI Europe Tour. Jusqu'en 2014, il est disputé sous la forme d'une course par étapes. En 2014, il est classé 2.2 dans le calendrier UCI Europe Tour. Depuis 2015, l'épreuve est disputée sous la forme d'une course d'un jour, classée en 1.2.

## Palmarès partiel
| Année | Vainqueur             | Deuxième            | Troisième             |
| ----- | --------------------- | ------------------- | --------------------- |
| 1984  | Ryszard Szurkowski    |                     |                       |
| 1991  | Zbigniew Spruch       |                     |                       |
| 1992  | Dariusz Baranowski    |                     |                       |
| 1993  | Andrzej Sypytkowski   |                     |                       |
| 1994  | Krzysztof Biskup      |                     |                       |
| 1995  | Paweł Czopek          |                     |                       |
| 1996  | Dariusz Baranowski    |                     |                       |
| 1997  | Mariusz Bielewski     |                     |                       |
| 1998  | Rafał Kaźmierczak     |                     |                       |
| 1999  | Piotr Zaradny         |                     |                       |
| 2000  | Daniel Okruciński     |                     |                       |
| 2001  | Grzegorz Wajs         |                     |                       |
| 2002  | Alexei Nakazny        |                     |                       |
| 2004  | Krzysztof Rzepecki    |                     |                       |
| 2005  | Mateusz Rybczynski    |                     |                       |
| 2006  | Daniel Czajkowski     |                     |                       |
| 2007  | Daniel Czajkowski     |                     |                       |
| 2008  | Marcin Sapa           |                     |                       |
| 2009  | Kamil Zieliński       |                     |                       |
| 2011  | Mateusz Taciak        |                     |                       |
| 2012  | Mariusz Witecki       | Mieszko Bulik       | Łukasz Owsian         |
| 2013  | Vojtěch Hačecký       | Mieszko Bulik       | Kamil Zieliński       |
| 2014  | Błażej Janiaczyk      | Bartłomiej Matysiak | Łukasz Bodnar         |
| 2015  | Adam Stachowiak       | Łukasz Owsian       | Artur Detko           |
| 2016  | Vojtěch Hačecký       | Tomasz Kiendyś      | Pawel Charucki        |
| 2017  | Alan Banaszek         | Konrad Geßner       | Sylwester Janiszewski |
| 2018  | Lukasz Owsian         | Mateusz Komar       | Marek Rutkiewicz      |
| 2019  | Sylwester Janiszewski | Kamil Małecki       | Tobiasz Pawlak        |